# Курош, Александр Парфёнович
Александр Парфёнович Курош (30 марта 1862, Нижегородская губерния — август 1918) — русский вице-адмирал (30.7.1916).

## Биография
В 1882 году окончил Морской корпус.
1893 — Флаг-офицер Штаба командующего Практической эскадрой Черного моря.
В 1899—1900 годах командир миноносца № 253. В 1900 году — заведующий императорскими паровыми катерами в Крыму.
В 1901 — Командир миноносцев № 267 и № 259. 1902 — старший офицер морской канонерской лодки «Кубанец».
В 1904 году — старший офицер крейсера 1-го ранга «Аврора».
1904 — Командир миноносца «Заветный» (1904).
1904—1905 — Командир минного крейсера «Финн».

Затем произошло следующее, лично его, старика, касающееся: на сестре его жены женат некий морской офицер Курош. Этот Курош в 1905 году, когда в Финляндии, в крепости Гельсингфорсе, тамошние революционеры подняли революционный флаг, со своего судна стрелял в этих революционеров. Тогда же было постановлено предать его смерти и послали ему этот смертный приговор, но почему то, по той или другой причине, приговор этот не был приведен в исполнение.
Затем, так как теперь снова обострились отношения между Финляндией и русским правительством, то финляндские революционеры снова подняли вопрос о Куроше, но решили, что лучше убить не самого Куроша, а его сына — юношу 17-ти лет, находящегося в одном из петербургских учебных заведений, и в мотивировке своего решения постановили, что если убьют Куроша, так что же, — Курош мучиться не будет, а вот, если они убьют его сына, то это тогда будет более мучительно для Куроша, потому что он сына любит и всю свою жизнь будет мучиться и, таким образом, получить должное возмездие за то, что он стрелял в революционеров.

Вот, продолжал этот почтенный старик, Курош поехал в плавание. Мы поехали на дачу, которую занимал Курош, где-то недалеко от Риги. Там были: мой племянник, его, Куроша, сын и жена Куроша. Жена уехала. Таким образом, на даче остался этот старик Пшерадский, его жена и сын Куроша. Вот старик мне рассказывает: раз вечером, когда этот молодой человек ложился спать, то он и его жена пришли в его комнату с ним проститься. Он, племянник старика, подошел к окну и хотел его запереть, а окно выходило в сад, — в это время у окна появился какой-то человек и в то время, когда он закрывал окно, сделал несколько выстрелов и убил его наповал.— С. Ю. Витте. Воспоминания. Том 2
В 1906—1909 годах — Командир учебного судна «Память Азова», учебного судна «Диана».
1909 — Начальник охраны Кронштадтских рейдов. 1909—1911 — Командир крейсера «Адмирал Макаров».
1911—1915 — Начальник 2-й минной дивизии Балтийского моря. 1914—1915 — Начальник Флангово-шхерной позиции Морской крепости Петра Великого.
17 августа 1915 — Начальник 2-й бригады крейсеров Балтийского моря. 30 июля 1916 — Вице-адмирал (за отличие). 23 января 1917 — Комендант Кронштадтской крепости.
2 марта 1917 — Арестован, до августа находился в заключении без предъявления обвинения и был, наконец, освобожден по приказу Комиссии по внесудебным арестам.
3 сентября 1917 — В резерве Морского министерства. 7 декабря 1917 — Уволен со службы. 16 сентября 1918 — Арестован органами ВЧК и пропал без вести (скорее всего, расстрелян).

## Семья
- Отец: контр-адмирал Курош, Парфений Александрович, похоронен в Кронштадте.
- Мать: Елизавета Афанасьевна
- Брат: капитан 2-го ранга, командир эскадренного миноносца «Бодрый» Курош, Николай Парфенович
- Супруга: Вяткина, Зинаида Алексеевна
- Дети:
  - Зинаида (1888—1912)
  - Павел (1894—1911)
  - Александр (1911—1972), усыновлен. Родной внук Александра Парфёновича, сын Зинаиды Александровны (Зички) и военного врача Бориса Анатольевича Минина.